# Porsche Tennis Grand Prix 1992
Porsche Tennis Grand Prix 1992 — жіночий тенісний турнір, що проходив на закритих кортах з твердим покриттям Filderstadt Tennis Centre у Фільдерштадті (Німеччина). Належав до турнірів 2-ї категорії в рамках Туру WTA 1992. Відбувсь уп'ятнадцяте і тривав з 12 до 18 жовтня 1992 року. У свою 36-ту річницю третя сіяна Мартіна Навратілова здобула титул в одиночному розряді, свій шостий на цьому турнірі, й отримала 70 тис. доларів США.

## Фінальна частина

### Одиночний розряд
Мартіна Навратілова —  Габріела Сабатіні 7–6(7–1), 6–3
- Для Навратілової це був 4-й титул в одиночному розряді за сезон і 161-й — за кар'єру.

### Парний розряд
Аранча Санчес Вікаріо /  Гелена Сукова —  Пем Шрайвер /  Наташа Звєрєва 6–4, 7–5

## Призові гроші й рейтингові очки
| Дисципліна       | Дисципліна    | П       | F       | ПФ      | ЧФ     | 1/8    | 1/16   |
| Одиночний розряд | Призові гроші | $70,000 | $31,500 | $15,750 | $7,900 | $4,000 | $2,100 |
| Одиночний розряд | Очки          | 300     | 210     | 135     | 70     | 35     | 18     |